# Палаузов, Николай Христофорович
Николай Христофорович Палаузов (9 мая 1819 — 2 марта 1899) — российский чиновник болгарского происхождения, деятель болгарского Возрождения, общественный деятель, педагог, писатель-публицист. С 1869 года ассоциированный и с 1884 года действительный член Болгарского литературного общества (ныне Болгарская академия наук).

## Биография
Родился в Габрово (Болгария в то время входила в состав Османской империи). Начальное образование получил в родном месте в килийнотском училище у даскала (учителя) Калинича. В начале 1830-х годов был вызван своим дядей Николаем Степановичем Палаузовым в Одессу и после предварительной подготовки поступил в Ришельевский лицей. Окончил факультет Ришельевского лицея в Одессе в 1842 году, став после его окончания одним из первых болгар, окончивших российское высшее учебное заведение. В 21 год принял российское подданство и занимал затем государственные должности в Одессе (в 1842—1899 годах). В частности, был клерком и затем членом совета правления Одесской таможни, губернским секретарём, коллежским секретарём, смотрителем Тираспольской таможни.
В 1845 году был послан Василем Априловым и Николаем Палаузовым в Габрово, чтобы способствовать улучшению качества преподавания в школах (с 1860 года до конца своей жизни был попечителем Габровского училища). Летом 1853 года был отправлен к командующему Дунайской армией Михаилу Горчакову с меморандумом под заглавием «Современное положение болгар в Европейской Турции». В нём он подверг критике политику России после Адрианопольского договора в 1829 году как пагубную для российского влияния на болгар и призвал к отправке российских эмиссаров в Болгарию. Они должны были подготовить массовое восстание, которое способствовало бы предстоящему русскому наступлению на Балканах. В 1854 году был прикреплён (до 1856 года) к штаб-квартире российской Южной армии в Бухаресте как официальный посредник с особым назначением по болгарским вопросам. Отвечал за обустройство болгарских поселенцев на юге России. В 1861 году стал подвергать цензуре славянские газеты и книги, прибывающие в Россию, в Одессе. В 1883 году был утверждён в чине действительного статского советника. 
Умер в Одессе. Похоронен на 1-м Христианском кладбище Одессы.
К этому и последующему времени относится ряд его докладных записок к некоторым государственным деятелям России (например, князьям Паскевичу и Васильчикову) о различных нуждах Болгарии и болгарского народа, стремясь привлечь внимание властей, политических и общественных деятелей и общественности к борьбе за свободу Болгарии. Кроме того, сумел обеспечить от российского правительства стипендии для болгарок, которые обучались в одесских женских гимназиях, а также для болгарских студентов в Фундуклеевской гимназии в Киеве и технических училищах Санкт-Петербурга, организовывал сбор, перевод и печать книг, отправляемых затем в Болгарию. Сотрудничал в российской газете «Одесский вестник», а также в «Царьградском вестнике», где были помещены его статьи «Некоторые мысли о болгарском правописании» (1852) и «Болгарская литература» (1852), в 1851 году перевёл с русского «Жизнеописание Юрия Ивановича Венелина». Был инициатором учреждения и председателем Одесского болгарского настоятельства (1854—1899), почётным членом Одесского славянского общества. По болгарским делам состоял в деятельной переписке с различными выдающимися лицами, в том числе с архиепископом Иннокентием (2 письма — напечатаны в «Славянских Известиях», СПб., 1884, № 9), князем В. А. Черкасским («Рус. Старина», 1892, № 3). Ему также принадлежат статьи «Из прошлого Одессы» (в «Сборнике» Л. М. Дерибаса, Одесса, 1894) и заметки в «Русской старине».